# Casbia eutactopis
Casbia eutactopis là một loài bướm đêm trong họ Geometridae.